# 야쿠섬
야쿠섬(일본어: 屋久島 야쿠시마[*])은 규슈에서 남남서쪽으로 약 60km 떨어져 있는 가고시마현의 섬이다. 행정적으로는 섬 전체가 야쿠시마정에 속하며, 같은 정에 속한 섬으로 구치노에라부섬이 존재한다. 다네가섬, 구치노에라부섬 등과 함께 일본 본섬과 가까운 류큐 열도 북부의 섬이다. 면적은 504.88 km2로 오각형에 가까우며, 섬 면적의 42%가 야쿠시마 국립공원에 속한다.
가고시마현내의 섬 중에서는 아마미오섬에 이어 2번째로 큰 섬이며, 일본 전체에선 9번째로 큰 섬이다. 삼림과 습지 등 자연환경이 수려하고 그 보존 상태 역시 인정받아 1993년 유네스코 세계자연유산에 선정되었다.

## 지리

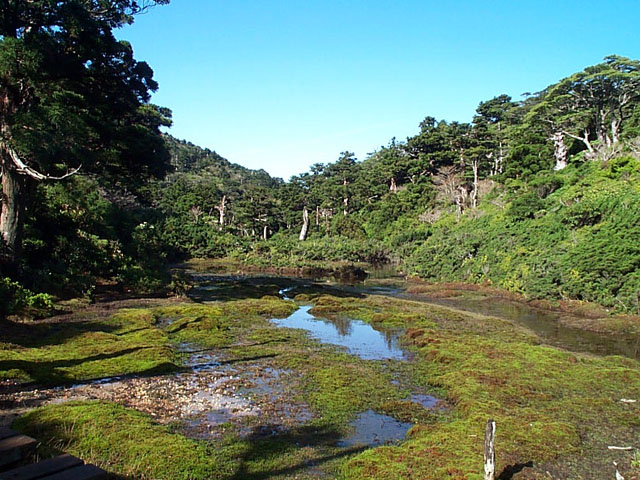
고층습원 《고하나노에고》

섬의 둘레는 132km이며 대부분은 화강암으로 이루어져 있다. 중앙부에는 일본 100명산 중하나인 미야노우라산이 위치해 있다. 그 외에도 다수의 1,000m급 산들로 이루어져 바다 위의 알프스라는 이름으로도 불리고 있다. 이런 연유로 바다로부터 습한 공기가 산을 타고와 많은 비를 뿌린다. 연강수량은 평지에서 약 4,000mm, 산지에서 약 8,000mm에 달한다. 아열대 지역에 위치하지만, 높이 2,000m 가까운 산들로 인해 아열대에서 아한대에 이르는 다양한 식물군이 자라고 있다. 섬 중심부에는 일본 최남단의 고층습원인 하나노에고, 고하나노에고 외에도 산 정상부근은 연평균 기온 약 5도로 저온이기 때문에 적설을 관측할 수 있다. 일본에서 적설을 관측할 수 있는 최남단 지역이다.
야생동물로는 원숭이, 사슴이 다수 산다. 또, 외래종 너구리가 살고 있어 민가의 농작물에 피해를 주고 있다.
야쿠 삼나무, 대만고무나무가 숲을 이루고 있다.
섬 북부 연안의 모래톱은 붉은바다거북의 산란지이며, 람사르 협약에 등록된 습지이다.
에도 시대에 번(藩) 경제의 발전으로 이에 편승한 목재의 수요가 필요해져 대대적인 야쿠 삼나무의 벌목이 진행되었다. 벌목된 나무는 현장에서 목재로 가공되어 마을로 운반되었고, 다시 각번(各藩)으로 이송되어 영주들의 성(城)을 장식하는 데 쓰였다. 메이지 시대에 근대화 정책으로 목재의 수요가 더욱 증가, 벌목량은 더욱 많아졌다. 다시 1960년대에 고도성장 단계에 이르러 벌목 붐은 절정에 이르렀다.
| 야쿠시마섬의 기후                                            | 야쿠시마섬의 기후 | 야쿠시마섬의 기후 | 야쿠시마섬의 기후 | 야쿠시마섬의 기후 | 야쿠시마섬의 기후 | 야쿠시마섬의 기후 | 야쿠시마섬의 기후 | 야쿠시마섬의 기후 | 야쿠시마섬의 기후 | 야쿠시마섬의 기후 | 야쿠시마섬의 기후 | 야쿠시마섬의 기후 | 야쿠시마섬의 기후 |
| 월                                                           | 1월               | 2월               | 3월               | 4월               | 5월               | 6월               | 7월               | 8월               | 9월               | 10월              | 11월              | 12월              | 연간              |
| ------------------------------------------------------------ | ----------------- | ----------------- | ----------------- | ----------------- | ----------------- | ----------------- | ----------------- | ----------------- | ----------------- | ----------------- | ----------------- | ----------------- | ----------------- |
| 역대 최고 기온 °C (°F)                                       | 25.3 (77.5)       | 26.1 (79.0)       | 29.6 (85.3)       | 29.8 (85.6)       | 31.9 (89.4)       | 34.8 (94.6)       | 35.2 (95.4)       | 35.4 (95.7)       | 34.7 (94.5)       | 31.3 (88.3)       | 30.7 (87.3)       | 26.6 (79.9)       | 35.4 (95.7)       |
| 일평균 최고 기온 °C (°F)                                     | 14.7 (58.5)       | 15.5 (59.9)       | 18.0 (64.4)       | 21.4 (70.5)       | 24.5 (76.1)       | 26.9 (80.4)       | 30.5 (86.9)       | 30.9 (87.6)       | 28.9 (84.0)       | 25.2 (77.4)       | 21.2 (70.2)       | 16.8 (62.2)       | 22.9 (73.2)       |
| 일일 평균 기온 °C (°F)                                       | 11.8 (53.2)       | 12.3 (54.1)       | 14.6 (58.3)       | 17.8 (64.0)       | 21.0 (69.8)       | 23.7 (74.7)       | 27.0 (80.6)       | 27.5 (81.5)       | 25.7 (78.3)       | 22.2 (72.0)       | 18.2 (64.8)       | 13.9 (57.0)       | 19.6 (67.3)       |
| 일평균 최저 기온 °C (°F)                                     | 8.9 (48.0)        | 9.2 (48.6)        | 11.3 (52.3)       | 14.2 (57.6)       | 17.5 (63.5)       | 21.0 (69.8)       | 23.9 (75.0)       | 24.6 (76.3)       | 22.8 (73.0)       | 19.4 (66.9)       | 15.2 (59.4)       | 11.0 (51.8)       | 16.6 (61.9)       |
| 역대 최저 기온 °C (°F)                                       | 1.0 (33.8)        | 0.7 (33.3)        | 1.5 (34.7)        | 4.5 (40.1)        | 10.1 (50.2)       | 13.7 (56.7)       | 18.3 (64.9)       | 19.6 (67.3)       | 15.2 (59.4)       | 9.1 (48.4)        | 5.6 (42.1)        | 2.2 (36.0)        | 0.7 (33.3)        |
| 평균 강수량 mm (인치)                                        | 294.6 (11.60)     | 289.2 (11.39)     | 387.0 (15.24)     | 405.5 (15.96)     | 444.1 (17.48)     | 860.3 (33.87)     | 362.4 (14.27)     | 256.5 (10.10)     | 450.7 (17.74)     | 309.9 (12.20)     | 309.6 (12.19)     | 281.8 (11.09)     | 4,651.7 (183.14)  |
| 평균 강수일수 (≥ 0.5 mm)                                     | 17.2              | 15.2              | 16.2              | 13.5              | 13.7              | 19.6              | 12.5              | 14.6              | 15.5              | 12.8              | 12.8              | 15.8              | 179.3             |
| 평균 상대 습도 (%)                                           | 68                | 68                | 69                | 71                | 76                | 85                | 83                | 82                | 81                | 74                | 71                | 69                | 75                |
| 평균 월간 일조시간                                           | 74.9              | 83.2              | 117.9             | 146.2             | 152.7             | 100.0             | 209.9             | 201.3             | 139.8             | 115.9             | 97.3              | 78.8              | 1,515.8           |
| 출처: 일본 기상청 (평년값: 1991년~2020년, 극값: 1937년~현재) |                   |                   |                   |                   |                   |                   |                   |                   |                   |                   |                   |                   |                   |

## 세계자연유산 등록 기준
야쿠 섬의 등록 요건은 등록기준 7항과 9항에 해당된다.
- (7) 특별한 자연미와 심미적 중요성을 지닌 빼어난 자연 현상이나 지역.
- (9) 육상, 담수, 해안 및 해양 생태계와 동식물군의 진화 및 발달과 관련하여 진행 중인 중요한 생태학적, 생물학적 과정을 보여주는 훌륭한 사례.

## 람사르 협약 등록지
2005년 11월 8일, 섬 북서부의 모래톱인 “마에하마”와 “이나카하마”가 야쿠시마나가다하마(屋久島永田浜)라는 명칭으로 등록되었다.

## 관광
야쿠 삼나무

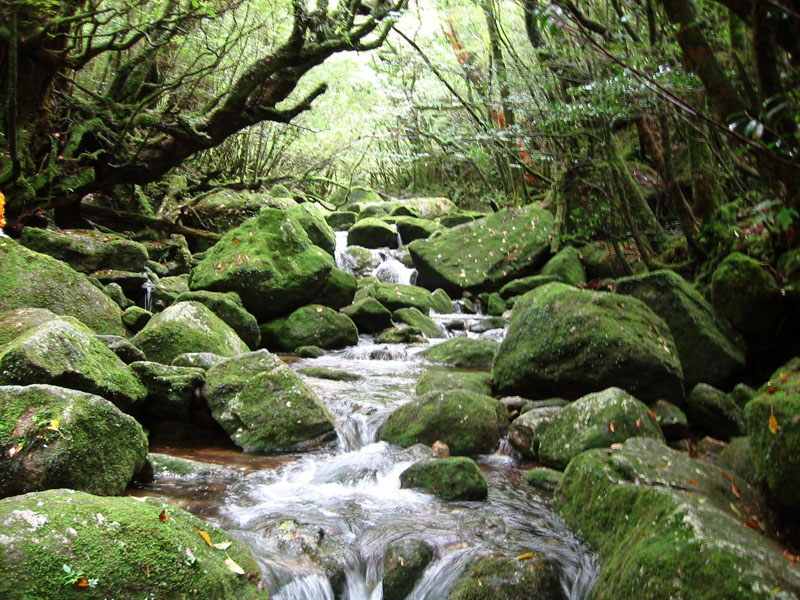
시라타니운스이쿄

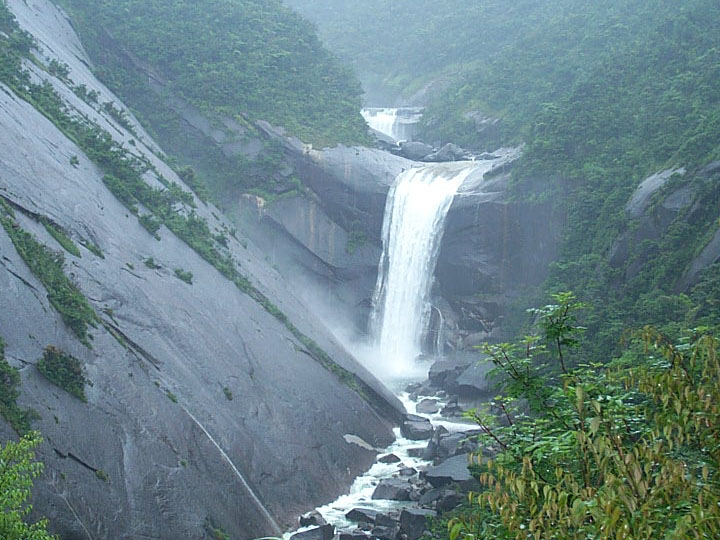
센피로 폭포

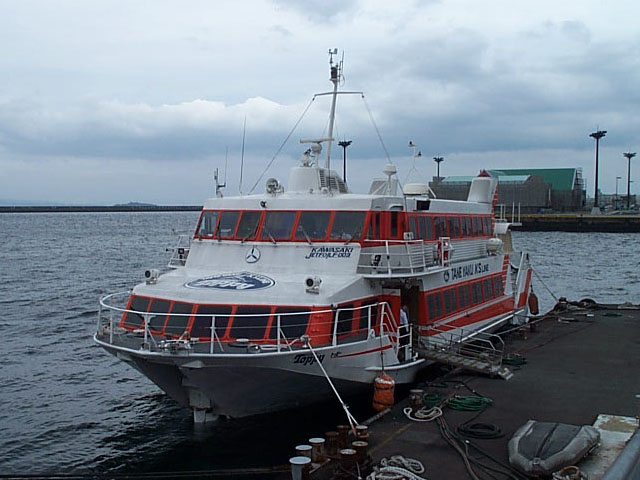
고속선 “톳피”

등산로와 야쿠스기랜드 및 시라타니운스이쿄 부근에서는 야쿠 삼나무를 볼 수 있다. 그 중에서 연령이 오래된 조몬 삼나무는 나무껍질과 뿌리를 보호하기 위해 접근을 금하고 있다. 수십미터 떨어진 전망대에서 볼 수밖에 없다.
에코 투어리즘
원시림을 간직한 자연환경을 무대로 등산, 하이킹, 카누, 카약, 스쿠버 다이빙 등 다채로운 레저스포츠를 즐길 수 있다.
해수욕
모래톱이 적은 편이라 해수욕을 위한 시설이 빈약하다. 인공해수욕장을 제외하면, 주변 바다 깊이가 깊어 해수욕에 적당한 장소는 조금 밖에 없다.

## 교통
항공로
- 일본에어커뮤터
  - 가고시마 공항 ~ 야쿠시마 공항
  - 후쿠오카 공항 ~ 야쿠시마 공항
  - 오사카 국제공항 ~ 야쿠시마 공항

해로
- 가고시마 상선 고속선 “톳피”
  - 가고시마항 ~ 이부스키항 ~ 다네가섬의 니시노오모테항, 야쿠섬의 미야노우라항 또는 아와항

※ 이부스키항을 기항으로 하지 않는 편도 있음. 또, 다네가섬, 야쿠섬 경유의 순서가 바뀌는 것외에도 각섬의 직행편도 있음.
- 가고시마 상선 페리 “하이비스카스”
  - 가고시마항 ~ 다네가섬의 니시노오모테항 ~ 야쿠섬의 미야노우라 항
- 코스모라인 고속선 “로켓트”
  - 가고시항 ~ 다네가섬의 니시노오모테항 ~ 야쿠섬의 미야노우라 항

※ 각 섬의 직행편도 있음.
- 오리타 기선 페리 “야쿠시마2”
  - 가고시마 항 ~ 야쿠 섬의 미야노우라항
- 가미야쿠정 운영선 페리 “다이요”
  - 구치노에라부섬 ~ 야쿠섬의 미야노우라항 ~ 다네가섬의 시마마항

노선버스
- 다네가섬, 야쿠섬 교통
- 마쓰반다 교통

렌터카
몇 개의 렌터카 회사가 있고 이용자도 많지만, 매년 사고가 끊이지 않는다. 서부 산림도로라고 불리는 북서 도로는 차가 지나기 불편한 좁은 도로이고, 급커브와 급경사로 이루어져 있는 것 외에도 비가 내리는 날에는 산사태와 낙석 등으로 통행이 제한되는 곳도 있다. 섬 안의 휘발유 판매가격은 본토보다 수십엔 비싸다.
철도
영업용은 아니지만, 일본의 마지막 산림철도가 있다. 철길 일부가 등산로로 사용되는 구간이 있지만, 야쿠시마 전공이 관리 운행하는 구간은 전면 출입금지로 되어 있어 주의가 필요하다.

## 온천

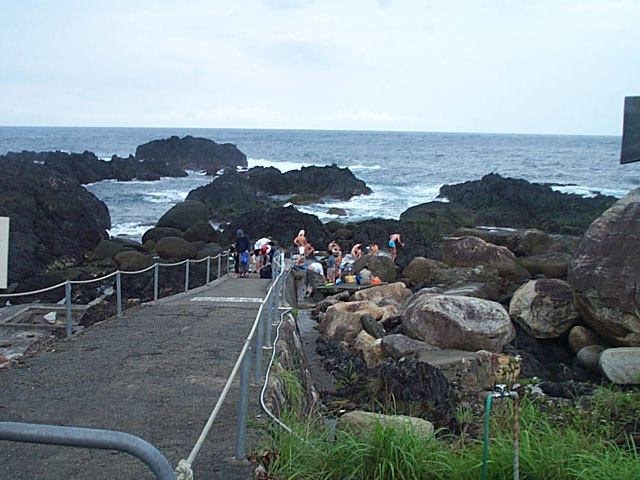
히라우치카이추 온천

- 오노아이다 온천
- 야쿠시마 온천
- 히라우치카이추 온천
- 유도마리 온천
- 오우라 온천
- 구스가와 온천

## 야쿠섬이 배경이 된 작품
- 연속텔레비소설 《만텐》
- 특수촬영물 《가면라이더 히비키》
- 지브리 스튜디오 《원령공주》
- 버라이어티 프로그램 《수요일 어떻습니까?》의 《낚시바보 대결 제4탄》
- 비디오 게임 《페르소나3》
- 《페르소나3》를 휴대전화에 이식한 게임 《아이기스 The First Mission》, 《페르소나3 em》
- 온다 리쿠의 <흑과 다의 환상>에 나오는 여행지

## 같이 보기
- 일본의 세계유산
- 아시아의 세계유산
- 정취가 있는 풍경 100선
- 일본의 비경 100선
- 일본의 지질 100선
- 산림철도